# Rosnay-l'Hôpital
Rosnay-l'Hôpital è un comune francese di 234 abitanti situato nel dipartimento dell'Aube nella regione del Grand Est.

## Società

### Evoluzione demografica
Abitanti censiti

## Amministrazione
Da marzo 2001 al 2008 il ruolo di sindaco è stato ricoperto da Régis Suzanne, mentre dal marzo 2008 fino al termine del mandato il nuovo sindaco è Brice Martin.